# Бандон (тауншип, Миннесота)
Бандон (англ. Bandon) — тауншип в округе Ренвилл, Миннесота, США. На 2000 год его население составило 202 человека.

## География
По данным Бюро переписи населения США площадь тауншипа составляет 94,7 км², из которых 94,7 км² занимает суша, водоёмов нет.

## Демография
По данным переписи населения 2000 года здесь находились 202 человека, 75 домохозяйств и 59 семей. Плотность населения — 2,1 чел./км². На территории тауншипа расположено 82 постройки со средней плотностью 0,9 построек на один квадратный километр. Расовый состав населения: 96,53 % белых, 1,98 % — других рас США и 1,49 % приходится на две или более других рас. Испанцы или латиноамериканцы любой расы составляли 3,47 % от популяции тауншипа.
Из 75 домохозяйств в 36,0 % воспитывались дети до 18 лет, в 66,7 % проживали супружеские пары, в 4,0 % проживали незамужние женщины и в 21,3 % домохозяйств проживали несемейные люди. 17,3 % домохозяйств состояли из одного человека, при том 8,0 % из — одиноких пожилых людей старше 65 лет. Средний размер домохозяйства — 2,69, а семьи — 3,02 человека.
27,7 %  — младше 18 лет, 9,9 % — в возрасте от 18 до 24 лет, 28,7 % — от 25 до 44, 20,8 % — от 45 до 64, и 12,9 % — старше 65 лет. Средний возраст — 34 года. На каждые 100 женщин приходилось 119,6 мужчин. На каждые 100 женщин старше 18 приходилось 135,5 мужчин.
Средний годовой доход домохозяйства составлял 47 917 долларов, а средний годовой доход семьи — 50 500 долларов. Средний доход мужчин — 30 000 долларов, в то время как у женщин — 28 125. Доход на душу населения составил 16 730 долларов. За чертой бедности не находилась ни одна семья и 1,9 % всего населения тауншипа, из которых 10,0 % старше 65 лет.